# Xã South Lebanon, Quận Lebanon, Pennsylvania
Xã South Lebanon (tiếng Anh: South Lebanon Township) là một xã thuộc quận Lebanon, tiểu bang Pennsylvania, Hoa Kỳ. Năm 2010, dân số của xã này là 9.463 người.